# 短吻鳄科
短吻鳄科（学名：Alligatoridae）也称鼍科，为爬行纲鳄目的一科，因吻部短而宽，故名。现仅存4属8种。
- 短吻鱷亞科 Alligatorinae
  - 短吻鳄属（Alligator）
    - 扬子鳄（Alligator sinensis）
    - 密西西比鳄（Alligator mississippiensis）
- 凱門鱷亞科 Caimaninae
  - 凯门鳄属（Caiman）
    - 眼镜凯门鳄（Caiman crocodilus）
    - 宽吻凯门鳄（Caiman latirostris）
    - 巴拉圭凯门鳄（Caiman yacare）

  - 黑鳄属（Melanosuchus）
    - 黑凯门鳄（Melanosuchus niger）

  - †莫拉氏鱷屬（Mourasuchus）
  - 古鳄属（Paleosuchus）
    - 钝吻古鳄（Paleosuchus palpebrosus）
    - 锥吻古鳄（Paleosuchus trigonatus）

  - †普魯斯鱷屬（Purussaurus）